# Thomas Wedgwood
Thomas Wedgwood (Etruria, Staffordshire, 14 de maig de 1771 – Dorset, 10 de juliol de 1805) va ser un dels primers experimentadors en fotografia juntament amb Humphry Davy.

## Vida
Thomas Wedgwood va néixer al maig de 1771 en Etruria, Staffordshire, ara part de la ciutat de Stoke-on-Trent, a Anglaterra. Fill d'un terrisser anomenat Josiah Wedgwood es va criar en una família amb una dedicació ancestral a la terrisseria. Va créixer i va estudiar a Etruria i li va ser inculcat des de la seva joventut l'amor cap a l'art. També va romandre part de la seva curta vida associat a pintors, escultors i poetes, que el van agafar com a mecenes quan va rebre l'herència del seu pare l'any 1795.
Des de la seva joventut, Wedgwood es va interessar per desenvolupar mètodes pedagògics i va dedicar part de la seva vida a l'estudi dels nens per concloure que la majoria de la informació que assimilen els cervells joves prové dels ulls, i, per tant, està relacionada amb la llum i les imatges. El seu intent de crear imatges permanents a partir de la utilització de la llum podria haver estat un simple intent d'ajuda a la millora de l'ensenyament, però el va portar a inventar la fotografia en si.
Wedgwood mai es va casar i no va tenir fills. Els seus biògrafs assenyalen que "ni les seves cartes ni la informació que ens arriba de la seva tradició familiar no ens parlen mai sobre alguna preocupació cap a qualsevol dona fora del cercle de les seves relacions" i que se sentia "fortament atret" pels joves sensibles i amants de la música.
Amb una salut feble que el va acompanyar durant tota la seva vida, i incapacitat en la seva maduresa, finalment va morir als 34 anys al comtat de Dorset.

## Pioner de la fotografia
Wedgwood ha estat destacat per la seva important contribució a la tecnologia i per ser el primer home que va dedicar el seu esforç a pensar i desenvolupar un mètode per copiar químicament les imatges visibles en mitjans permanents.
En els seus nombrosos experiments amb la calor i la llum - i possiblement auxiliat amb el nitrat de plata del seu tutor Alexander Chisholm i de membres de la Societat Lunar - Wedgwood va utilitzar per primera vegada les olles de ceràmica recobertes amb nitrat de plata, així com paper tractat i cuir de color blanc com a mitjans d'impressió, i va tenir el major èxit amb la vitel·la blanca. A pesar que inicialment van tractar de crear imatges amb una "cambra obscura," els seus intents no van tenir èxit. Els seus principals assoliments van ser la impressió d'un perfil de l'objecte a través del contacte directe amb el paper, creant així una imatge de la forma sobre el paper, i, a través d'un mètode similar, la còpia transparent en cristall lacat a través del contacte directe i l'exposició a la llum solar.
Les dates dels seus primers experiments en la fotografia es desconeixen, però se sap que va ser aconsellat per James Watt (1736-1819) en el procés de la fotografia, aproximadament entre 1790 o 1791. Watt es va dirigir per escrit al Wedgwood ...
"Dear Sir, I thank you for your instructions as to the Silver Pictures, about which, when at home, I will make some experiments."
En algun moment en la dècada de 1790, Wedgwood va idear un mètode per tenyir químicament tractant el paper amb nitrat de plata i exposant el document a la llum, amb l'objecte en la part superior, a la llum natural, preservant en una habitació fosca.
L'establiment de que aquest procés és repetible, és en essència, el naixement de la fotografia tal com la coneixem avui. Wedgwood es va convertir així en un dels primers experimentadors en fotografia - i, per descomptat, mereix el títol de "fotògraf". Cal assenyalar, no obstant, que se segueixen duent a terme nous descobriments en la prehistòria de la fotografia de manera contemporània.
Wedgwood va conèixer a un jove químic anomenat Humphry Davy (1778-1829) a la Clínica de tuberculosos de Bristol, mentre estava allí sent tractat per a la seva rehabilitació. Davy va escriure al seu amic per dur a terme una publicació a Londres al Diari de la Royal Institution(1802), un article titulat "Un relat d'un mètode per copiar pintures sobre vidre i fer que els perfils de l'agència de la llum sobre el nitrat de plata". El document es va publicar i Wedgwood hi detallada els procediments i els assoliments realitzats, encara que la institució no tenia la venerable força que té avui. 
No obstant això, el document de 1802 i la labor de Wedgwood ha influït directament en posteriors químics i científics en el seu aprofundiment en l'art de la fotografia, ja que la seva recerca posterior (Batchen, p. 228) és en realitat molt àmpliament coneguda i s'esmenta en els llibres de text de química des de 1803. David Brewster, després, un amic íntim de William Fox Talbot, va publicar una ressenya del document a la Revista d'Edimburg (desembre de 1802). El document va ser traduït al francès, i també es va imprimir a Alemanya en 1811. Certament, J. B. Reade's de recerca en els anys 1830's va estar directament influïda pels coneixement de Wedgwood sobre el procediment d'adobat del cuir per les seves impressions. El paper fotogràfic va ser descobert per ser útil en reduir la grandària dels grans formats que suposava la impressió en nitrat de plata, i aquest mètode es va comunicar a Fox Talbot. Fox Talbot va trobat una manera adequada de fixar aquest procés al voltant de 1838.
Per norma general s'ha assumit que Wedgwood inicialment no va ser capaç de fixar les seves imatges per fer-les immunes a l'acció de la llum sobre elles.
No obstant això, en 1885 Samuel Highley va publicar un article en el qual va assenyalar que havia vist el que avui s'han fixat com a exemples de fotografies realitzades en els principis per Wedgwood, imatges presumiblement realitzats al voltant de 1790. Un dels principals historiadors britànics dels començaments de la fotografia, el Droctor J Larry Schaaf, ha suggerit que un dels dibuixos d'una fulla que sobreviuen (atribuït a William Fox Talbot), de fet, podria ser de Wedgwood, datat de 1804 o 1805. 
Una imatge és un misteri de detectius de fotos, Randy Kennedy. New York Times, del 17 d'abril de 2008.
Si això pot confirmar-se, com a conseqüència, Wedgwood seria el veritable inventor del model de procés fotogràfic.